# Ouratea chrysopetala
Ouratea chrysopetala är en tvåhjärtbladig växtart som beskrevs av Ernst Heinrich Georg Ule. Ouratea chrysopetala ingår i släktet Ouratea och familjen Ochnaceae. Inga underarter finns listade i Catalogue of Life.